# Salvatorie Gotta
Salvator Gotta, född 18 maj 1887, död 7 juni 1980 var en italiensk författare.
Gottas främsta verk är den av Antonio Fogazzaro påverkade, 10 volymer starka romancykeln I Vela (1912-28), som innehåller goda analyser av efterkrigstidens oro och sociala förskjutningar, med en ganska svulstigt språk.